# 메디클라우드
메디클라우드(Medicloud Co. Ltd.)는 유전자 분석 전문 대한민국의 기업이다. 대표이사는 이형기이며 전남 화순군 화순읍 산단길 12-55에 위치해 있다.  비투엔이 메디클라우드의 지분 15.83%을 보유하고 있으며 기술특례 상장 예비평가에서 A등급을 받아 곧 상장 전 지분 투자(Pre-IPO)를 진행할 계획이다.
 반려동물 전용 펫네트워킹서비스(PNS) 애플리케이션(앱) ‘XOOX’과 협력 중이다

## 같이 보기
- 비투엔

## 참고문헌
1. ↑  김응태, 비투엔, 51억 규모 메디클라우드 지분 취득, 이데일리, 2023-10-18
2. ↑  장세민, 메디클라우드, 기술특례상장 예비심사 'A등급'...비투엔과 IPO 추진, AI타임즈, 2023.12.12
3. ↑  김진이, 메디클라우드-美 XOOX와 협력…‘반려동물 앱’ 출시, 이지경제, 2023.11.17